# Ley de Fortalecimiento de las Finanzas Públicas

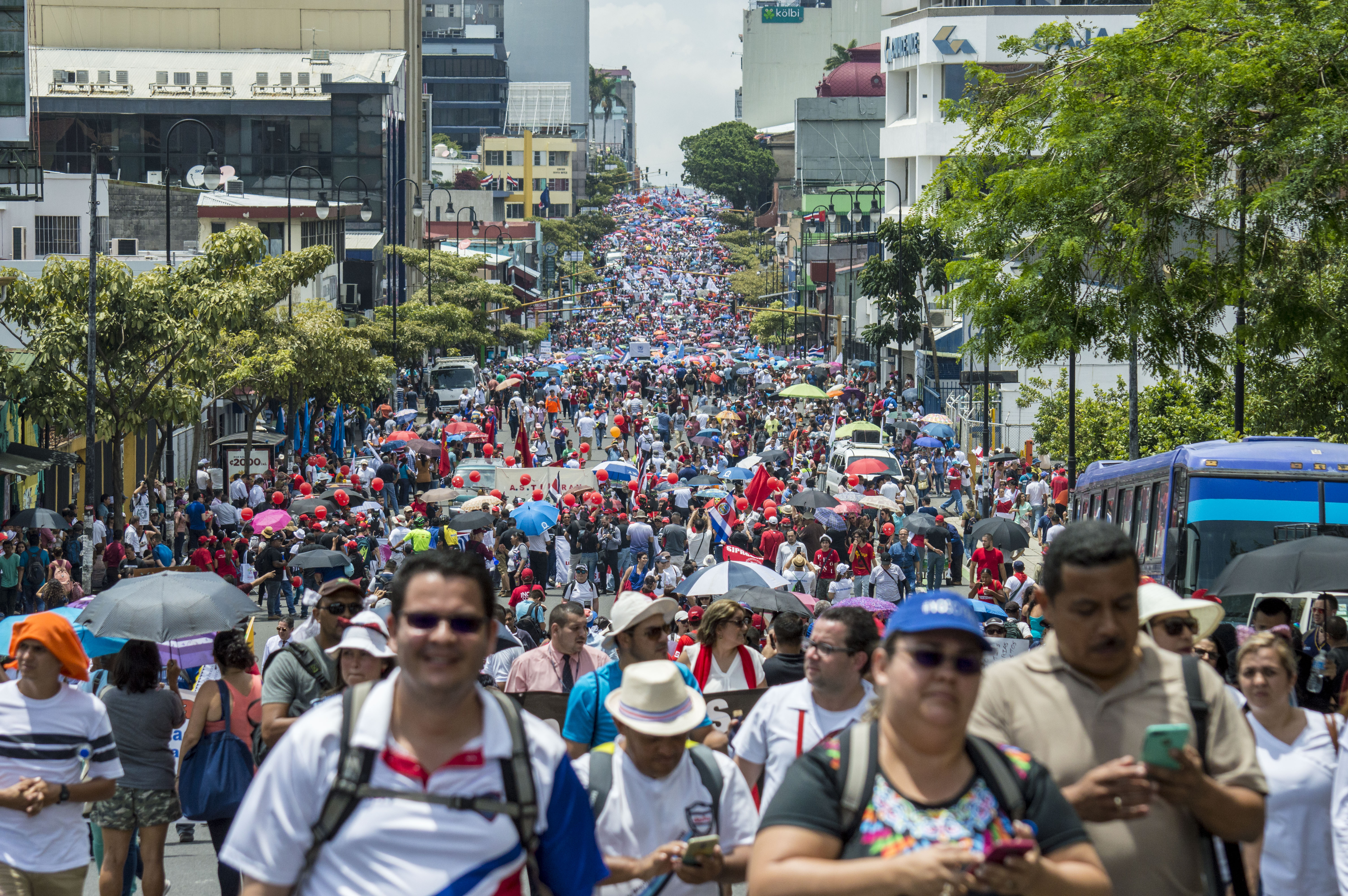
Manifestación contra el Plan Fiscal (2018)

La Ley de Fortalecimiento de las Finanzas Públicas, popularmente conocida como «Plan Fiscal», «Reforma Fiscal» y peyorativamente como «Combo Fiscal» es una ley de la República de Costa Rica, aprobada el lunes 3 de diciembre de 2018, tras un segundo debate en el Congreso de ese país.
Notable por lo controversial que fue, ya que generó una oposición tan fuerte que motivó una de las huelgas generales más largas en la historia costarricense (alrededor de 80 días, particularmente en el Magisterio de Educación), las discusiones sobre una posible reforma tributaria para enfrentar el grave déficit fiscal costarricense datan de casi dos décadas atrás, y pasaron por seis administraciones distintas.

## Historia

### Antecedentes
La primera iniciativa legal de este tipo en la etapa moderna fue la Ley de Pacto Fiscal impulsada por los gobiernos consecutivos de Miguel Ángel Rodríguez Echeverría y Abel Pacheco de la Espriella ambos del Partido Unidad Social Cristiana. En aquel entonces el proyecto tuvo la férrera oposición del Movimiento Libertario, postura que se mantendría en todas las legislaturas posteriores y que haría valer utilizando el filibusterismo parlamentario. El tema también pasó a la palestra durante las administraciones de Óscar Arias Sánchez y Laura Chinchilla Miranda, entonces bajo el nombre de Ley de Solidaridad Tributaria. En aquel momento la oposición venía principalmente del Movimiento Libertario y de un sector importante de la bancada del Partido Acción Ciudadana, especialmente de parte del entonces diputado Rodrigo Alberto Carazo Zeledón. Durante la administración Chinchilla el presidente del Partido Acción Ciudadana, Ottón Solís Fallas, negoció un plan fiscal que fue respaldado por la mandataria. Sin embargo, en aquel momento lo boicoteó el entonces también diputado pacsista, y futuro ministro, Juan Carlos Mendoza García. En cualquier caso, ambos proyectos fueron traídos abajo por la Sala Constitucional cuando ésta encontró vicios de procedimiento en el trámite legislativo.

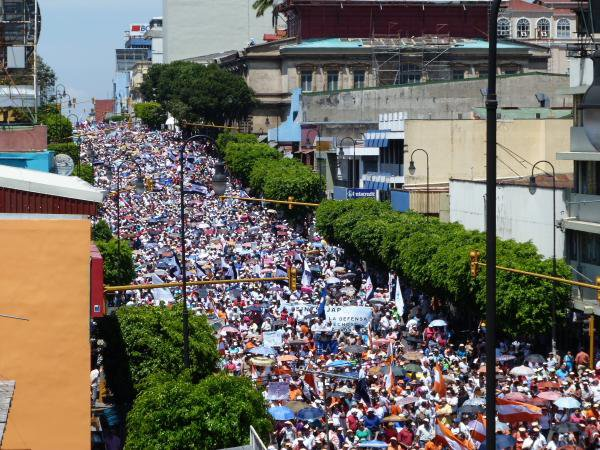
Manifestación contra el Plan Fiscal (2011)

Durante la presidencia de Luis Guillermo Solís Rivera y primera administración de Acción Ciudadana, el tema fue traído de nuevo a debate hasta entrados dos años de su gestión, pues había sido un compromiso de campaña tener esa espera. Aunque en este caso el apoyo del PAC fue unánime, la oposición principal vino de parte de la bancada del Movimiento Libertario conformada por cuatro diputados así como la bancada de izquierda del Frente Amplio con entonces nueve diputados. La reforma fiscal no se logró votar en tiempos de Solís.
Recién iniciado el gobierno de Carlos Alvarado, exministro de Solís y la segunda presidencia pacsista, Alvarado dejó claro que impulsaría desde el gobierno la aprobación del Plan Fiscal e incluso hizo una excitativa a los diputados para que se apresuraran con ello durante su discurso de la victoria. Sin embargo, la última legislatura saliente no pudo discutirlo cuando los plazos para debate se vencieron gracias a las múltiples mociones interpuestas por el entonces diputado libertario, y posterior candidato presidencial, Otto Guevara Guth en la Comisión de Control y Gasto Público. El tema fue tocado durante la campaña electoral 2017-2018 con casi todos los candidatos presidenciales manifestando la necesidad de la reforma fiscal, excepto Guevara.

### Administración Alvarado Quesada
Iniciado el nuevo período legislativo la Asamblea Nacional comenzó con las discusiones sobre la reforma tributaria, a través de la Comisión Permanente de Control del Gasto e Ingreso Público. Para este punto la inminencia de un descalabro financiero a raíz del gravísimo déficit fiscal amenazaba con afectar la economía nacional y la confianza de los mercados financieros en los bonos costarricenses. Distintas calificadores de riesgo amenazaban con bajar la categoría de Costa Rica y la OCDE aseguró que la aprobación del plan era requisito para el ingreso del país. Entre otros problemas surgidos a raíz de la falta de liquidez el gobierno aseguró que peligraba el pago de los aguinaldos del sector público, Hacienda tuvo dificultades para colocar bonos de deuda en los mercados internacionales por primera vez e incluso se recurrió a la emisión de Letras del Tesoro por parte del Banco Central de Costa Rica para el gobierno central a pesar del riesgo de generar inflación. También se dio una drástica subida del dólar.
Ya en esta época el Parlamento se había dividido en bloques a favor y en contra del proyecto de ley. Los partidos Liberación Nacional, Unidad Social Cristiana y Acción Ciudadana (salvo por dos diputadas del PLN y PUSC, respectivamente) apoyaban la reforma, junto con el diputado independiente Erick Rodríguez Steller. En cambio las bancadas del partido evangélico Restauración Nacional (que luego se dividiría en dos tras la separación de la mitad de la fracción, pero que mantendría su oposición), Integración Nacional, Republicano Social Cristiano y el único diputado del Frente Amplio en esta legislatura José María Villalta Flórez-Estrada se opusieron. El Movimiento Libertario no tuvo, por primera vez en su historia, diputados en este período.
En total había 35 congresistas a favor y 22 en contra. Sin embargo, se especulaba que la reforma requeriría 38 adeptos en el Congreso para poder aprobarse (mayoría calificada). El proyecto se encontraba todavía en comisión cuando vieron la luz, gracias al voto en bloque de algunos diputados, varias medidas polémicas como el 2% de impuesto a la canasta básica, 13% de impuesto al valor agregado y gravámenes a salud privada, educación privada y libros, entre otros. Finalmente, se aprobó discutir el paquete de reestructuración fiscal por «vía rápida» en el trámite legislativo. Ya cuando se debatía en asamblea plena, fueron exonerados algunos grupos como las cooperativas. 
De esta forma, el proyecto fue aprobado en el primer debate (de dos) con 35 votos, y remitido casi inmediatamente a la Sala Constitucional de la Corte Suprema de Justicia de Costa Rica. Los medios de comunicación recordaron como previas leyes en discusión se habían descartado al expedirse a dicha instancia judicial. Una opinión no vinculante emitida con anterioridad por la Corte Plena había indicado que, debido a que modificaba el funcionamiento del Poder Judicial, el proyecto de ley requeriría de una aprobación con mayoría calificada en el Congreso (38 votos), lo que hizo inválido el trámite por vía rápida.

### Oposición y huelga general
Cuando la reforma tributaria superó el escrutinio de la comisión legislativa y pudieron iniciar las discusiones de votación en primer debate pleno, la mayoría de sindicatos costarricenses convocaron a huelga general. Esto incluyó a la Asociación Nacional de Empleados Públicos (ANEP) liderada por Albino Vargas Barrantes, pero también los gremios de educación, salud, Poder Judicial y más de 50 instituciones públicas. El gobierno solicitó la declaratoria de ilegalidad de la huelga ante los Tribunales de Trabajo, aduciendo que estaban haciendo un mal uso del derecho a la protesta o afectando servicios esenciales. La Iglesia Católica se ofreció como mediadora entre ambas partes, pero tras varias sesiones de negociación no se llegó a un acuerdo y toda resolución previa fue rechazada por las bases sindicales, salvo en el caso de los gremios del sector salud que lograron un acuerdo con el gobierno.
Durante este período de huelga se descubrió que más de 500 docentes habían salido del país a vacacionar, acción prohibida por la legislación, de manera que se abrieron procesos de despido. También trascendió un sabotaje a uno de los oleoductos de la Refinadora Costarricense de Petróleo por parte de uno de los empleados de ésta, como forma de sabotear el funcionamiento de la planta, para evitar el desempeño de funciones de los trabajadores sin adherir al movimiento. El obrero fue arrestado y condenado por el hecho a dos años de cárcel y diez años sin poder trabajar para el sector público.
A los 66 días de paro nacional, los tribunales en segunda instancia habían declarado legales las huelgas en RECOPE, AYA, PANI y el MAG e ilegales las de JAPDEVA, MOPT, Comisión Nacional de Emergencias, Correos de Costa Rica, SINART, IMAS, Ministerio de Vivienda y Municipalidad de Santa Ana, pero 34 entidades esperaban aún una resolución definitiva. Particularmente notorio fue el proceso para el Ministerio de Educación Pública, por ser el más numeroso. La primera declaratoria de ilegalidad fue devuelta por el juzgado de segunda instancia, al encontrar aparentes vicios en la argumentación del juez. La huelga del MEP fue declarada ilegal por segunda vez en primera instancia, entre otras cosas, al considerar el juzgado que los servicios de comedores infantiles en las escuelas son un servicio esencial.
Tras más de dos meses en huelga, el Sindicato de Educadores Costarricenses (SEC) aprobó en sus bases deponerla tras un acuerdo con el gobierno, mismo que fue rechazado por las bases de la Asociación Nacional de Educadores (ANDE) y la Asociación de Profesores de Segunda Enseñanza (APSE). Tras el voto del proyecto en segundo debate la ANEP comunicó que depondría la huelga, ANDE y APSE lo harían pocos días después para permitir a sus agremiados disfrutar de las vacaciones.

### Resolución de la Sala Constitucional y aprobación final
El 23 de noviembre de 2018 la Sala IV o Sala de lo Constitucional de la Corte Suprema de Justicia de Costa Rica en sesión extraordinaria resolvió finalmente que el Plan Fiscal no requería de 38 votos, dejando la vía libre para su aprobación. Asimismo no encontró vicios de constitucionalidad en el trámite legislativo como había sido consultado por los diputados opositores y algunas de las consultas las rechazo ad portas al no contar con las firmas suficientes (diez) de diputados.
El fallo fue comunicado a la Asamblea Legislativa el 3 de diciembre de 2018 y votado esa misma noche con 34 votos a favor (la diputada pinista Zoila Volio Pacheco decidió cambiar de postura) y 17 en contra.